# Ring Ring
»Ring Ring« je tretji single z istoimenskega debitantskega albuma švedske glasbene skupine ABBA, takrat še poimenovane kot Björn & Benny, Agnetha & Frida.
Najprej je izšel v švedski različici 14. februarja 1973 pri založbi Polar Music na mali 7" vinilni plošči, kasneje pa še drugod po svetu.

## Seznam posnetkov
Obe pesmi so napisali Benny Andersson, Björn Ulvaeus in Stig Anderson.
| Št. | Naslov                               | Dolžina |
| --- | ------------------------------------ | ------- |
| 1.  | „Ring Ring (Bara du slog en signal)‟ |         |
| 2.  | „Åh, Vilka Tider‟                    |         |

## O pesmi
Originalni švedski naslov pesmi je »Ring Ring (Bara du slog en signal)« (ali slovensko: Ko bi le poklical).
Pod delovnim naslovom »Klocklåt« (ali slovensko: Pesem o uri) so jo posneli 10. januarja leta 1973.
Pesem govori o zasanjanem čakanju ob telefonu, da te pokliče ljubljena oseba.
Želeli smo narediti nekaj trendovskega, nekaj kar bi odražalo takratni okus v popularni glasbi. Želeli smo se le umakniti od vsega pompa okrog Evrovizije.— Stig Anderson, avtor besedila pesmi.
S pesmijo so 10. februarja 1973 nastopili na švedskem evrovizijskem predizboru Melodifestivalen 1973 in na koncu zasedli tretje mesto v konkurenci 10 pesmi.
Neuspeh je prinesel tudi nekaj razočaranja.
Kljub temu pa je pesem postala prvi večji mednarodni hit skupine, posneli so jo v več različnih jezikovnih verzijah.

## Sodelujoči

### ABBA
- Agnetha Fältskog – vokal
- Anni-Frid Lyngstad – vokal
- Benny Andersson – klaviature, vokal
- Björn Ulvaeus – kitara, vokal

### Ostali glasbeniki
- Janne Schaffer – kitara
- Rutger Gunnarsson – bas kitara
- Ola Brunkert – baterija

### Produkcija
- Benny Andersson – producent, priredba
- Björn Ulvaeus – producent, priredba
- Michael B. Tretow – tonski mojster, masteriranje

## Angleška verzija
Single z angleško verzijo pesmi je izšel 19. februarja 1973.
Angleško besedilo sta prispevala Neil Sedaka in Phil Cody. 

### Seznam posnetkov
Prva izdaja angleške verzije je izšla na Švedskem in Danskem.
B-stran je pripadla pesmi »She's My Kind of Girl« (ali slovensko: Ona je moj tip), ki sta jo Björn & Benny posnela že leta 1969 za švedski pornografski film Inga II: the Seduction of Inga (ali slovensko: Inga II: Zapeljevanje).
Na uspešnem singlu sta jo izdala leta 1970, Agnetha in Frida pa pri njej ne sodelujeta.
| Št.             | Naslov                                  | Pisec                                                     | Dolžina |
| --------------- | --------------------------------------- | --------------------------------------------------------- | ------- |
| 1.              | „Ring Ring‟ (angleška verzija)          | B. Andersson, B. Ulvaeus, S. Anderson, N. Sedaka, P. Cody | 3:06    |
| 2.              | „She's My Kind of Girl‟ (Björn & Benny) | B. Andersson, B. Ulvaeus                                  | 2:46    |
| Skupna dolžina: | Skupna dolžina:                         | Skupna dolžina:                                           | 5:52    |

Južnoafriška izdaja singla je izšla s pesmijo »I Am Just a Girl« na B-strani:
| Št.             | Naslov                         | Pisec                                                     | Dolžina |
| --------------- | ------------------------------ | --------------------------------------------------------- | ------- |
| 1.              | „Ring Ring‟ (angleška verzija) | B. Andersson, B. Ulvaeus, S. Anderson, N. Sedaka, P. Cody | 3:00    |
| 2.              | „I Am Just a Girl‟             | B. Andersson, B. Ulvaeus, S. Anderson                     | 2:56    |
| Skupna dolžina: | Skupna dolžina:                | Skupna dolžina:                                           | 5:56    |

Mednarodna izdaja singla je izšla s pesmijo »Rock'n Roll Band« na B-strani:
| Št.             | Naslov                         | Pisec                                                     | Dolžina |
| --------------- | ------------------------------ | --------------------------------------------------------- | ------- |
| 1.              | „Ring Ring‟ (angleška verzija) | B. Andersson, B. Ulvaeus, S. Anderson, N. Sedaka, P. Cody | 3:00    |
| 2.              | „Rock'n Roll Band‟             | B. Andersson, B. Ulvaeus                                  | 2:46    |
| Skupna dolžina: | Skupna dolžina:                | Skupna dolžina:                                           | 5:46    |

Na kanadski izdaji singla je B-stran zasedla pesem »Hasta Manaña« z albuma Waterloo:
| Št.             | Naslov                         | Pisec                                                     | Dolžina |
| --------------- | ------------------------------ | --------------------------------------------------------- | ------- |
| 1.              | „Ring Ring‟ (angleška verzija) | B. Andersson, B. Ulvaeus, S. Anderson, N. Sedaka, P. Cody | 3:03    |
| 2.              | „Hasta Manaña‟                 | B. Andersson, B. Ulvaeus, S. Anderson                     | 3:05    |
| Skupna dolžina: | Skupna dolžina:                | Skupna dolžina:                                           | 6:08    |

### Remiks
Prva angleška verzija pesmi ni imela kakega večjega uspeha v Združenem kraljestvu.
Po evrovizijski zmagi v Brightonu v Angliji s pesmijo »Waterloo« pa so 8. maja 1974 posneli dodatne instrumentalne prehode s kitaro in saksofonom (Ulf Andersson).
Paul Atkinson je pripravil dva podobna remiksa pesmi, ki sta zvokovno še pretirano bolj polna od originala.
Prvi (znan kot »Ring Ring (1974 single remix)«) je izšel na novem singlu v Združenem kraljestvu, Avstraliji, Zahodni Nemčiji in Turčiji skupaj s pesmijo »Honey, Honey«, drugi »Ring Ring (US remix 1974)« pa na ameriški in kanadski izdaji albuma Waterloo.
Oba remiksa sta našla mesto med bonus posnetki (12 in 18) na posebni jubilejni izdaji albuma Waterloo Deluxe Edition.
| Št.             | Naslov                           | Pisec                                                     | Dolžina |
| --------------- | -------------------------------- | --------------------------------------------------------- | ------- |
| 1.              | „Ring Ring‟ (1974 single remiks) | B. Andersson, B. Ulvaeus, S. Anderson, N. Sedaka, P. Cody | 3:01    |
| 2.              | „Honey, Honey‟                   | B. Andersson, B. Ulvaeus, S. Anderson                     | 2:55    |
| Skupna dolžina: | Skupna dolžina:                  | Skupna dolžina:                                           | 5:56    |

### Videospot
Skupina je posnela tudi videospot za angleški single remiks pesmi »Ring Ring«, ki ga je produciral Lasse Hallström.

## Nemška verzija
23. julija 1973 so posneli nemško jezikovno verzijo pesmi »Ring Ring (Vierzehn-Null-Sieben-Null-Drei)« (ali 14-07-03) in jo izdali na singlu v nemško govorečih državah.

### Seznam posnetkov
| Št.             | Naslov                                                                                  | Pisec                                          | Dolžina |
| --------------- | --------------------------------------------------------------------------------------- | ---------------------------------------------- | ------- |
| 1.              | „Ring Ring‟ (nemška verzija)                                                            | B. Andersson, S. Anderson, B. Ulvaeus, P. Lach | 3:00    |
| 2.              | „Wer im Wartesaal der Liebe steht‟ (nemška verzija pesmi »Another Town, Another Train«) | B. Andersson, B. Ulvaeus, F. Jay               | 3:08    |
| Skupna dolžina: | Skupna dolžina:                                                                         | Skupna dolžina:                                | 6:08    |

## Španska verzija
Skupina ABBA je 23. julija 1973 posnela tudi špansko jezikovno verzijo pesmi »Ring Ring«, ki pa je prvič izšla šele 12. julija leta 1994 na kompilaciji ABBA Más Oro: Más ABBA Exitos v družbi z drugimi španskimi različicami njihovih pesmi.
Špansko besedilo je napisal Doris Band.

### Večjezični remiks
Iz že posnetih jezikovnih verzij pesmi so sestavili tudi švedsko-špansko-nemški remiks pesmi »Ring Ring«, ki so ga prvič objavili 31. oktobra leta 1994 na kompilaciji Thank You for the Music.

## Odziv
| Tedenske lestvice po državah (1973) | Najvišja uvrstitev |
| ----------------------------------- | ------------------ |
| Švedska (Kvällstoppen)              | 1                  |

| Tedenske lestvice po državah (1973−1974) | Najvišja uvrstitev |
| ---------------------------------------- | ------------------ |
| Avstralija (Kent Music Report)           | 92                 |
| Avstrija (Ö3 Austria Top 40)             | 2                  |
| Belgija (Ultratop 50 Flandrija)          | 2                  |
| Belgija (Ultratop 50 Valonija)           | 17                 |
| Danska (IFPI)                            | 1                  |
| Finska (Suomen virallinen lista)         | 25                 |
| Francija (Hit Parades)                   | 82                 |
| Južna Afrika (Springbok Radio)           | 3                  |
| Kostarika (Top 50 Singles)               | 6                  |
| Nizozemska (Dutch Top 40)                | 5                  |
| Nizozemska (Single Top 100)              | 5                  |
| Norveška (VG-lista)                      | 2                  |
| Rodezija (ZIMA)                          | 12                 |
| Švedska (Kvällstoppen)                   | 2                  |

| Tedenske lestvice po državah (1974−1976) | Najvišja uvrstitev |
| ---------------------------------------- | ------------------ |
| Avstralija (Kent Music Report)           | 7                  |
| Nova Zelandija (Recorded Music NZ)       | 17                 |
| Združeno kraljestvo (UK Singles OCC)     | 32                 |

| Lestvice ob koncu leta (1973–1976) | Uvrstitev |
| ---------------------------------- | --------- |
| Avstralija (Top 100 Singles)       | 49        |
| Avstrija (Ö3 Austria Top 40)       | 14        |
| Belgija (Ultratop)                 | 21        |
| Južna Afrika (Springbok Radio)     | 13        |
| Nizozemska (Dutch Top 40)          | 65        |

| Regija                   | Certifikacije | Prodanih izvodov |
| ------------------------ | ------------- | ---------------- |
| Skandinavija (Billboard) | —             | 200 000          |
| Švedska (Billboard)      | zlata plošča  | 100 000          |

## Priredbe pesmi »Ring Ring«

### Angleška verzija
Pesem so z originalnim angleškim besedilom izvajali različni glasbeniki.
- južnoafriška skupina The Dealians je pesem »Ring Ring« izdala na albumu Time for the Dealians septembra 1973[40][41]
- irska pop skupina The Others je pesem »Ring, Ring« izdala na singlu leta 1974[42]
- švedska country skupina Nashville Train je priredbo »Ring Ring« izdala na albumu ABBA In Our Way aprila 1977[43][44]
- avstralska pevka Tina Arena je pesem »Ring Ring« izdala na debitantskem albumu Tiny Tina and Little John leta 1977[45][46]
- avstralska skupina Reflection je pesem »Ring Ring« izdala na singlu leta 1977[47]
- nemška punk skupina Marionetz je pesem »Ring Ring« izdala na albumu Die Größten Mißerfolge - Mit Donner Und Gejaule leta 1991[48][49]
- avstralska tribute skupina Björn Again je pesem »Ring Ring« izdala na albumu v živo marca 1993[50][51]
- švedska punk rock skupina Sator je svojo priredbo »Ring, Ring« izdala na singlu leta 1993[52][53]
- novozelandska pop skupina Bressa Creeting Cake je svojo priredbo »Ring, Ring« izdala na kompilaciji Abbasalutely leta 1995[54][55]
- švedski pop duo Angeleyes je svojo priredbo »Ring Ring« izdal na albumu ABBAdance leta 1999[56][57]
- švedska skupina The Black Sweden je priredbo »Breaking The Law / Ring Ring« izdala na albumu Gold leta 1999[58][59]
- finska rock skupina Osmo's Cosmos je priredbo »Ring Ring« izdala na albumu Just for You leta 2003[60][61]
- norveška pop skupina The Dahlmanns je priredbo »Ring Ring« izdala na kompilaciji Superhits of the Seventies leta 2012[62][63]
- ameriška skupina The Five Mod Four je priredbo »Ring Ring« izdala na kompilaciji ABBA PRF Tribute oktobra 2017[64]
- avstralska skupina Audioscam je priredbo »Ring Ring« izdala na albumu ABBAttack leta 2017[65]

### Danska verzija
- danska pop skupina Klaus & Servants je priredbo »Ring! Ring!« z danskim besedilom Vigga Happela izdala na singlu maja 1973[66][67]

### Finska verzija
- finska pevka Seija Simola je priredbo »Ring, Ring« s finskim besedilom Pertti Reponen izdala na singlu leta 1973[68][69]
- finska pevka Tuula Etola (Berit) je priredbo »Ring, Ring« z besedilom Pertti Reponen izdala na albumu Sattuma kuljettaa leta 1974[70][71]
- finska pevca Leo Luoto in Marion Rung sta priredbo »Ring, Ring« z besedilom Pertti Reponen izdala na kompilaciji Uusia ikivihreitä leta 1974[72][73]

### Norveška verzija
- norveški pevci Ola Neegaard, Gro Anita Schønn, Stein Ingebrigtsen in Inger Lise Rypdal so priredbo »Ring Ring« z norveškim besedilom Arveja Sigvaldsena izdali na kompilaciji På Treff med 3 leta 1973[74][75]
- norveška pevka Jorun Høiland je priredbo »Ring, Ring« z norveškim besedilom Arneja Bendiksena izdala na singlu leta 1974[76][77]

### Slovaška verzija
- slovaška pevka Eva Máziková je priredbo »Zvoň, zvoň« z slovaškim besedilom Kamila Peteraja izdala na singlu leta 1974[78]

### Švedska verzija
Pesem so z originalnim švedskim besedilom izvajali različni glasbeniki.
- švedski oktet Dubbelquartetten Frida je pesem »Ring Ring« v vokalni priredbi Bertila Walla izdal na albumu Dubbelquartetten Frida leta 1977[79][80]
- švedska skupina Magnus Uggla Band je pesem »Ring, Ring« izdala na albumu Magnus Uggla Band Sjunger Schlagers leta 1979[81][82]
- švedska skupina Perikles je pesem »Ring Ring« izdala na albumu Live 2 leta 1992[83]
- švedski pevci Helen Sjöholm, Karin Glenmark, Tommy Körberg in Anders Glenmark so pesem »Ring Ring« v priredbi Mikaela Jöbacka zapeli ob spremljavi simfoničnega orkestra Göteborgs Symfoniker in zbora Göteborgs Symfoniska Kör pod vodstvom dirigenta Johna Owena Edwardsa na koncertu Från Waterloo Till Duvemåla (ali slovensko: Od Waterlooja do Duvemåle) v dvorani Scandinavium v Göteborgu septembra 1998 in posneli na albumu v živo[84][85]
- švedska skupina Östen med resten je pesem »Ring Ring« izdala na albumu Originallåtar leta 2001[86][87]
- švedski glasbenik Peter Danielson je pesem »Ring, Ring« v priredbi Tomasa Edströma izdal na singlu leta 2005[88]
- švedska skupina Drifters je pesem »Ring Ring« izdala na albumu Ljudet Av Ditt Hjärta leta 2009[89]

### Instrumentalna verzija
- nizozemski glasbenik Nico Gomez je priredbo »Ring Ring« izdal na albumu Continental Hits in Super Stereo kot Nico Gomez and His Top Orchestra leta 1973[90][91]
- britanski glasbenik Arthur Greenslade je priredbo »Ring Ring« izdal s svojim orkestrom na albumu Arthur Greenslade & His Orchestra Play the Best of ABBA februarja 1975[92][93]
- avstralska skupina Moog je priredbo »Ring, Ring« izdala na albumu Moog Plays ABBA leta 1976[94][95]
- britanski glasbenik Alan Tew je svojo priredbo »Ring Ring« izdal na albumu ABBA Songbook z orkestrom The Alan Tew Orchestra leta 1977[96][97]
- švedski glasbenik Ingmar Nordströms je priredbo »Ring, Ring« izdal s svojo skupino na albumu Saxparty 12 leta 1985[98][99]
- švedski orkester Hot Lips Big Band je pesem »Ring, Ring« v priredbi Claesa Rosendahla izdal na albumu Thank You for the Music leta 1985[100][101]
- švedska skupina Simons je pesem »Ring Ring« v priredbi Hasseja Roséna izdala na albumu Simons Spelar ABBA leta 1992[102][103]
- glasbenik Ricardo Caliente je priredbo »Ring Ring« za panovo piščal izdal na albumu Panpipes Play Abba leta 1998[104][105]
- nemški trobentar Ralf Willing je svojo priredbo »Ring Ring« izdal na albumu Pop Hits on Trumpet Vol. 1 kot Ralf Willing & His Multisound-Orchestra avgusta 2013[106]
- estonska skupina The Ilves Sisters je priredbo »Ring Ring – instrumental« izdala na albumu The Best Of ABBA leta 2016[107]